# 지부티의 재외공관 목록

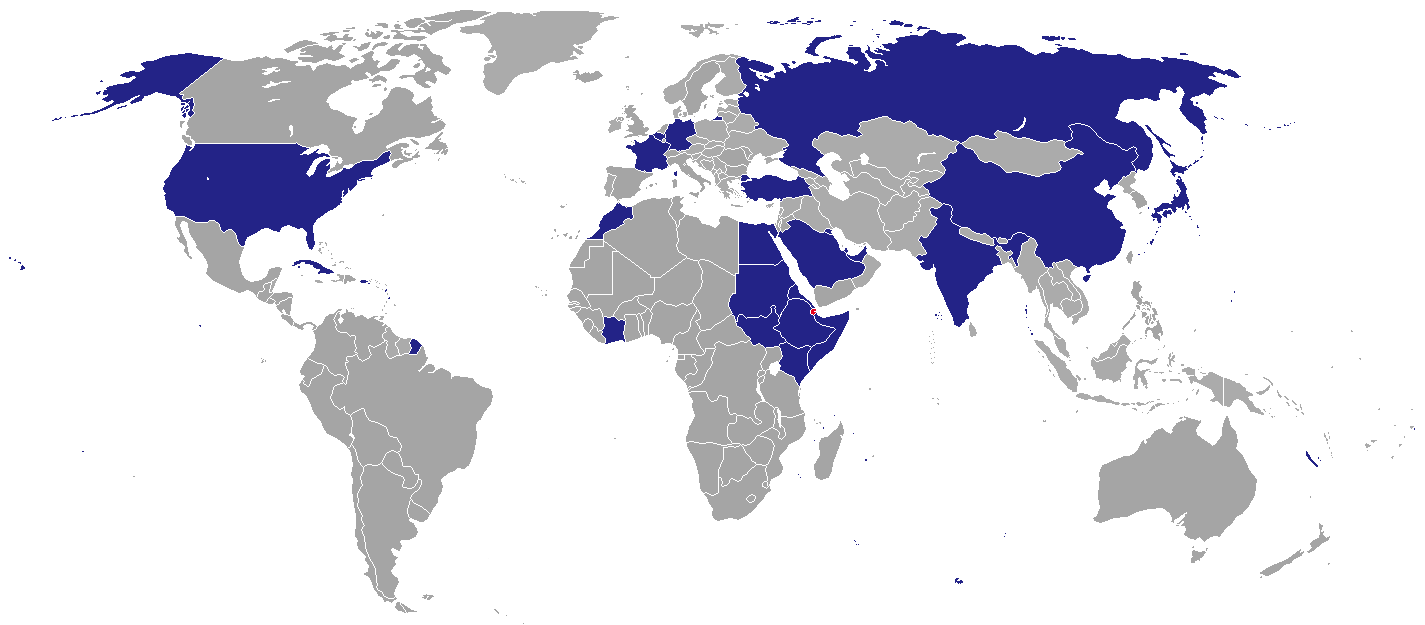
지부티의 재외공관

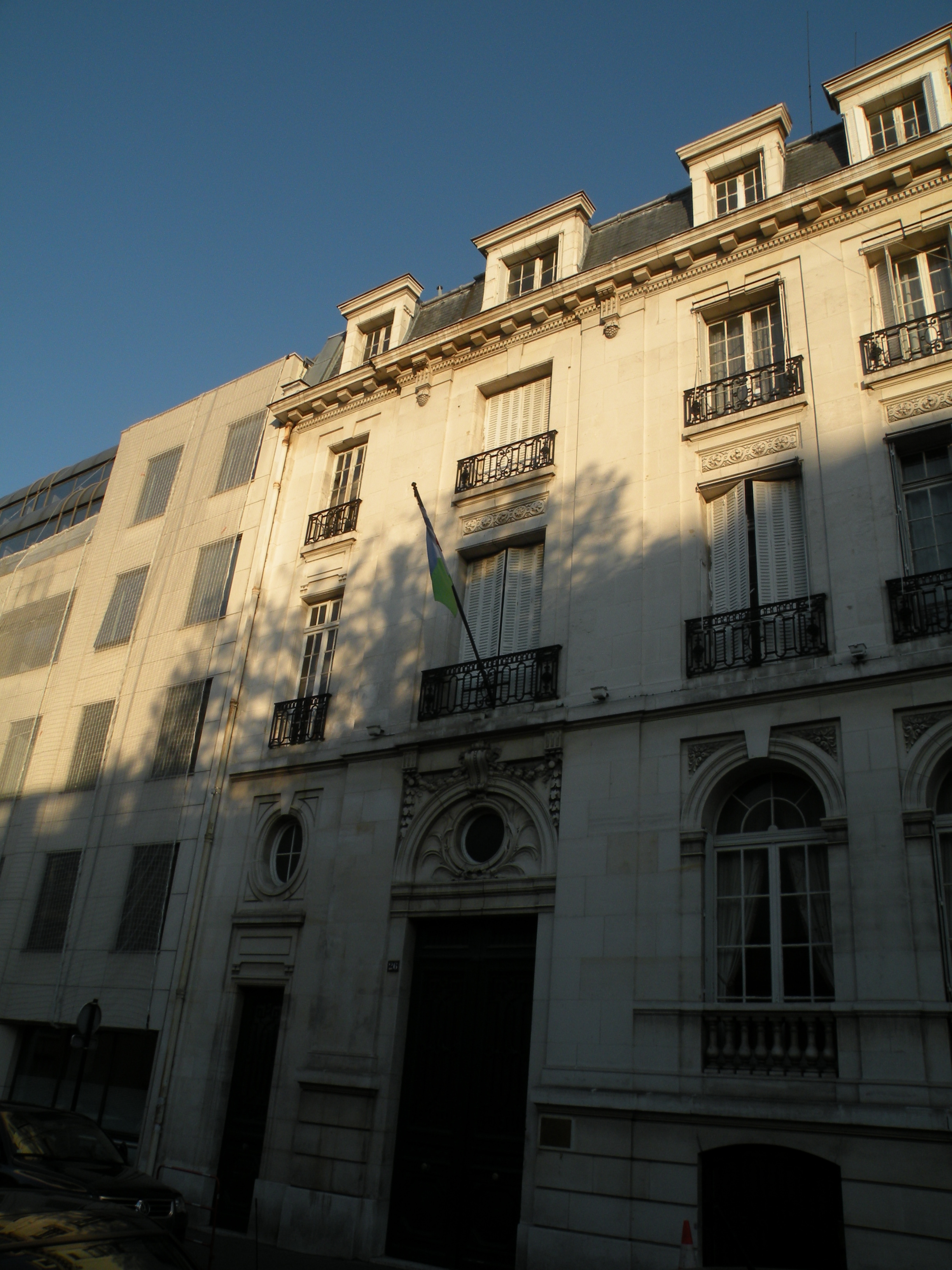
파리 주재 지부티 대사관

지부티의 재외공관 목록은 지부티 주재 대사관을 각국에 상주시켜 놓는 것을 의미하며 지부티의 재외공관을 나열한 목록이다.

## 아프리카
- 이집트 : 카이로 (대사관)
- 에리트레아 : 아스마라 (대사관)
- 에티오피아 : 아디스아바바 (대사관), 디레다와 (총영사관)
- 케냐 : 나이로비 (대사관)
- 소말리아 : 모가디슈 (대사관)
- 수단 : 하르툼 (대사관)

## 아메리카
- 쿠바 : 아바나 (대사관)
- 미국 : 워싱턴 D.C. (대사관)

## 아시아
- 중화인민공화국 : 베이징시 (대사관)
- 인도 : 뉴델리 (대사관), 뭄바이 (총영사관)
- 일본 : 도쿄도 (대사관)
- 쿠웨이트 : 쿠웨이트시티 (대사관)
- 카타르 : 도하 (대사관)
- 사우디아라비아 : 리야드 (대사관), 지다 (총영사관)
- 튀르키예 : 앙카라 (대사관)
- 아랍에미리트 : 아부다비 (대사관), 두바이 (총영사관)
- 예멘 : 사나 (대사관)

## 유럽
- 벨기에 : 브뤼셀 (대사관)
- 프랑스 : 파리 (대사관)
- 독일 : 베를린 (대사관)
- 스위스 : 제네바 (대사관)

## 대표부
- UN 지부티 정부 대표부 : 뉴욕
- 아랍 연맹 지부티 정부 대표부 : 카이로